# Proctarrelabis capensis
Proctarrelabis capensis är en insektsart som först beskrevs av Carl Peter Thunberg 1784.  Proctarrelabis capensis ingår i släktet Proctarrelabis och familjen fjärilsländor. Inga underarter finns listade i Catalogue of Life.